# Tewodros Shiferaw
Tewodros Shiferawhun (21 settembre 1980) è un ex siepista ed ex mezzofondista etiope.

## Biografia
Nel 2003 ha vinto una medaglia di bronzo nei 3000 siepi ai Giochi Panafricani. Nello stesso anno ha anche partecipato ai Mondiali, sempre nella stessa disciplina, venendo però eliminato in batteria, risultato che ha poi replicato anche ai Mondiali del 2005. Nel 2004 è stato invece eliminato in batteria ai Giochi Olimpici di Atene, sempre nei 3000 siepi.

## Palmarès
| Anno | Manifestazione     | Sede      | Evento      | Risultato | Prestazione | Note |
| ---- | ------------------ | --------- | ----------- | --------- | ----------- | ---- |
| 1998 | Mondiali di cross  | Marrakech | Corsa breve | 17º       | 11'19"      |      |
| 1998 | Mondiali di cross  | Marrakech | A squadre   | Bronzo    | 60 p.       |      |
| 2003 | Giochi Panafricani | Abuja     | 3000 siepi  | Bronzo    | 8'27"33     |      |
| 2003 | Mondiali           | Parigi    | 3000 siepi  | Batteria  | 8'23"41     |      |
| 2004 | Giochi Olimpici    | Atene     | 3000 siepi  | Batteria  | 8'33"15     |      |
| 2005 | Mondiali           | Helsinki  | 3000 siepi  | Batteria  | 8'27"06     |      |

## Campionati nazionali
2003
- Argento ai campionati etiopi, 3000 m siepi - 8'47"0

2004
- Oro ai campionati etiopi, 3000 m siepi - 8'50"1

## Altre competizioni internazionali
2005
- 11º alla Mezza maratona di Delhi ( Nuova Delhi) - 1h05'13"

2006
- 12º alla Great North Run ( Newcastle upon Tyne) - 1h04'51"

2007
- 14º alla Mezza maratona di Ras al-Khaima ( Ras al-Khaima) - 1h02'28"

2008
- 9º alla Mezza maratona di Ras al-Khaima ( Ras al-Khaima) - 1h02'09"
- 5º alla Great South Run ( Portsmouth), 10 miglia - 48'07"

2012
- 5º alla Mezza maratona di Cardiff ( Cardiff) - 1h05'10"